# Campiglossa misella
Campiglossa misella är en tvåvingeart som först beskrevs av Friedrich Hermann Loew 1869.  Campiglossa misella ingår i släktet Campiglossa och familjen borrflugor. Arten har ej påträffats i Sverige. Inga underarter finns listade.